# ヴィシェラ川 (ペルミ地方)
ヴィシェラ川（ヴィシェラがわ、ロシア語: Вишера, ラテン文字表記: Vishera、コミ語: Висьӧр）は、ロシア中央部のペルミ地方を流れる河川で、カマ川（ヴォルガ川水系）の左支流である。長さは415km、流域面積は31,200平方km。10月末から11月前半には凍結し、4月末に氷が解ける。
ヴィシェラ川はウラル山脈北部の標高1,200mほどの山地の西麓に発する。水源の標高は800mほどである。この場所はペルミ地方の北東端にあたり、コミ共和国やスヴェルドロフスク州に接している。ここから南西方向に、ウラルでも比較的高い山が連なる森林地帯を抜け、ソリカムスクの北西25kmでカマ川のダム湖、カマ湖に合流する。
主な支流にはヤズヴァ川およびコルヴァ川などがある。ヴィシェラ川の幅は河口付近では250mに達する。中流および下流は航行可能で、クラスノヴィシェルスクまでは水運もある。
現在は、上流域は自然保護区になっている。
流域は人口が希薄で道路も少なく、クラスノヴィシェルスク付近にかろうじて町が存在する。
スターリン時代には、ヴィシェラ川流域にはヴィシェラーグ（ヴィーシェラ川流域労働収容所群)、ヴィシェララグと呼ばれるグラグ（強制収容所）があり政治犯、農民などが強制労働をさせられた。